# グアムサッカー協会
グアムサッカー協会（グアムサッカーきょうかい、英: Guam Football Association）は、グアムのサッカー協会である。略称はGFA。

## 概要
1975年に設立された。アジアサッカー連盟には1992年に、国際サッカー連盟には1996年に加入。また、東アジアサッカー連盟には2002年の設立当初より加盟している。なお、地理上ではオセアニアに分類されるものの、オセアニアサッカー連盟には、アジアと距離が近いことなどを理由に結成時から加盟していない(アメリカ合衆国の領土であるが、北中米カリブ海サッカー連盟も同様の理由から加盟経験なし)。
日本サッカー協会より支援されている。

## 主な組織チーム
- サッカーグアム代表
- サッカーグアム女子代表
- グアムサッカーリーグ